# Bless4
bless4（ブレスフォー）は、兄妹のバイリンガル・コーラス・ダンス・グループ、音楽ユニット。2003年5月7日に、フジテレビ系メジャーリーグ中継2003テーマソング『Good Morning! Mr.Sunshine』でメジャーデビュー。

## メンバー
- AKASHI（アカシ、1982年1月29日（43歳） - ）
  - 本名：川満  証（かわみつ  あかし）。
  - 川満アート・テイメント代表取締役
  - 身長：173cm、血液型B型
- KANASA（カナサ、1984年5月2日（41歳） - ）
  - 本名：川満  愛（かわみつ  かなさ）。
  - 身長：160cm、血液型B型
- AKINO（アキノ、1989年12月31日（35歳） - ）
  - 本名：川満  愛希信（かわみつ  あきの）。
  - 身長：163cm、血液型B型

### 元メンバー
- AIKI（アイキ、1991年10月29日（33歳） - ）
  - 本名：川満  哀行（かわみつ  あいき）。
  - 身長：169.5cm、血液型B型

日本人の両親を持つ4人兄妹で、上から長男・長女・二女・二男の順。アメリカ出身（長男AKASHIのみ出生は沖縄県）。アリゾナ州フェニックスを中心としたエリアで約15年間のアメリカ生活を送り、ボランティア活動やパフォーマンス活動に勤しむ。全員がテコンドーを習得しており、AKASHIは14歳の部、KANASAは12歳の部でそれぞれアリゾナ州テコンドーチャンピオンとなっている。父は世界平和親善画家のHARU川満。

## 略歴
1983年
- 長男AKASHIが1歳の時に沖縄からアメリカに移住。その後、他の3人が誕生。

1996年
- テコンドーの技をルーツにしたパフォーマンスを考案し、アメリカ・アフリカ・中国など多国籍のメンバーで構成したパフォーマンス集団“フライング・ドラゴン”を結成、全米各地のイベントに出演するようになる。

1997年
- 一家がアメリカより帰国。地元沖縄を中心に『飛龍（ひりゅう）インターナショナル』名義でチャリティーイベント等に出演。

1999年 - 2001年
- 『ストップ・エイズ・イメージ・キャラクター』として活動する。

2003年
- シングル「Good Morning! Mr.Sunshine」でBMG JAPANよりメジャーデビュー。

2004年
- 沖縄地区限定でリリースしたシングル「ガジュマルの下で」が局地的ヒットとなり、沖縄で話題となる。後にこの好評を受けて全国発売される。

2005年
- アルバム『ALL 4 ONE』をリリース。BMG JAPANとの契約を終了し、インディーズへの活動にシフトチェンジする。同年、AKINOがテレビ東京系アニメ『創聖のアクエリオン』主題歌「創聖のアクエリオン」を担当し、ビクターエンタテインメントよりソロデビューを果たす。

2006年
- AKASHIを代表として、神奈川県川崎市に個人事務所である川満アート・テイメントを設立。所属事務所のワタナベエンターテインメントから離脱し、独立する。

2007年
- シングル「絆の花」をリリース。また、AKINOの初アルバム『Lost in Time』もリリース。

2008年
- 末っ子のAIKIが沖縄限定で「Heart Prints〜命の花〜」でソロデビュー。実話に基づいてのマンガ小説はAIKIの自作作品。画は同じく10代のフォードアレクサンダー真。

2009年
- ディズニーアニメーション『スティッチ!』の挿入歌・EDテーマを担当。

2010年
- 9月、「Dandelion」でヨーロッパデビューを果たし、ラジオベルリン国際部門で1位を記録。
- 12月、ワーナー・マイカルのクリスマス曲を担当。

2011年
- 6年ぶりになるフルアルバム＆ショートムービーDVD『夢つむぎ』をリリース。
- 2011年6月10日（金）聖蹟桜ヶ丘SC アウラホールにて「夢つむぎコンサート（金の糸の日）」を開催。
- 東日本大震災復興支援に向け、被災地でのボランティア活動やライブ活動を行う。

- 『鶴の恩返し』チャリティー基金を立ち上げる。
- 松本梨香が中心となって結成された「まんまるプロジェクト」に参加。

2018年
- アレックス・ボエとライブ共演をする。

2021年
- 長女のKANASAがソロデビューを果たす。ソロシングルを発表予定。

2022年
- 4月19日、AIKIこと川満哀行がグループ脱退を表明[1]。公式サイトなどはメンバーのままであるが、以降は3人での活動となる。

## ディスコグラフィ
AKINOのソロ作品関連については「#AKINO from bless4ディスコグラフィ」を参照

### シングル作品

#### シングル
| #                 | 発売日         | タイトル                  | 規格      | 規格品番                 | オリコン 最高位 |
| BMG JAPAN         | BMG JAPAN      | BMG JAPAN                 | BMG JAPAN | BMG JAPAN                | BMG JAPAN       |
| ----------------- | -------------- | ------------------------- | --------- | ------------------------ | --------------- |
| 1st               | 2003年5月7日   | Good Morning! Mr.Sunshine | CD        | BVCR-19606               | 圏外            |
| 2nd               | 2003年8月6日   | 走れ! 奇跡                | CD        | BVCR-19609               | 圏外            |
| 3rd               | 2004年2月25日  | ガジュマルの下で          | CD        | BBR-10（沖縄限定盤）     | 99位            |
| 3rd               | 2004年10月13日 | ガジュマルの下で          | CD        | BVCR-19635（全国流通盤） | 99位            |
| 4th               | 2005年1月19日  | 123                       | CD        | BVCR-19638               | 198位           |
| KAWAMITSU RECORDS |                |                           |           |                          |                 |
| 5th               | 2007年7月21日  | 絆の花                    | CD        | BLESS-001                | 圏外            |
| 6th               | 2013年5月25日  | Let's Have A PARTY♪       | CD        | 限定品（スペシャルCD盤） | 圏外            |
| 6th               | 2015年6月10日  | Let's Have A PARTY♪       | DL        | -                        | 圏外            |
| 7th               | 2017年3月1日   | SAYONARA                  | DL        | -                        | 圏外            |
| 8th               | 2018年4月28日  | FLY! OBIC SEAGULLS        | DL        | -                        | 圏外            |
| 9th               | 2023年5月7日   | Metaverse Let's Go        | DL        | -                        | 圏外            |

#### ヨーロッパ・シングル
※レーベルは全てMarabu Records
- Dandelion（2010年9月22日発売）
- Sunshine Dancer（2012年5月21日発売）
- Candy Pop（2014年7月9日発売）

#### 非売品シングル
| #   | 発表   | タイトル                                  | 規格 | 規格品番 | オリコン 最高位 |
| --- | ------ | ----------------------------------------- | ---- | -------- | --------------- |
| 1st | 2009年 | Dancing Angel〜テーブルに舞い降りた天使〜 | CD   | KS-001   | 未集計          |

### アルバム作品

#### フル・アルバム
| #                 | 発売日        | タイトル        | 規格      | 規格品番   | オリコン 最高位 |
| BMG JAPAN         | BMG JAPAN     | BMG JAPAN       | BMG JAPAN | BMG JAPAN  | BMG JAPAN       |
| ----------------- | ------------- | --------------- | --------- | ---------- | --------------- |
| 1st               | 2005年2月2日  | ALL 4 ONE       | CD        | BVCR-14023 | 圏外            |
| KAWAMITSU RECORDS |               |                 |           |            |                 |
| 2nd               | 2011年11月2日 | 夢つむぎ        | CD＋DVD   | KATC-01121 | 圏外            |
| 3rd               | 2019年6月5日  | WE ARE WARRIORS | CD        | KATC-01003 | 圏外            |

#### ミニ・アルバム
| #                 | 発売日            | タイトル          | 規格              | 規格品番          | オリコン 最高位   |
| KAWAMITSU RECORDS | KAWAMITSU RECORDS | KAWAMITSU RECORDS | KAWAMITSU RECORDS | KAWAMITSU RECORDS | KAWAMITSU RECORDS |
| ----------------- | ----------------- | ----------------- | ----------------- | ----------------- | ----------------- |
| 1st               | 不明              | 未公表            | CD                |                   |                   |

### 映像作品
| #   | 発売日       | タイトル                     | 規格 | 規格品番  | オリコン 最高位 |
| --- | ------------ | ---------------------------- | ---- | --------- | --------------- |
| 1st | 2014年6月7日 | 〜誓い Let's Have A Party♪〜 | DVD  | V-1310402 | 圏外            |

### サウンド・トラック
- 創聖のアクエリオン Original Sound Track2（2005年9月22日）
  - #17. Genesis of Aquarion（※英歌詞を担当）
- スペース バイオチャージ（2007年5月27日）
  - #13. Genesis of Aquarion（※英歌詞を担当）
- スティッチ! オリジナルサウンドトラック（2010年4月28日）
  - #08. ひとりじゃない
  - #11. Stitch is Coming
- 戦場の円舞曲 オリジナルサウンドトラック（2014年12月10日）
  - #31. たった一つの魔法

## タイアップ一覧
| 楽曲                                       | タイアップ                                                                                  |
| ------------------------------------------ | ------------------------------------------------------------------------------------------- |
| Good Morning! Mr.Sunshine                  | フジテレビメジャーリーグ中継2003テーマソング                                                |
| ガジュマルの下で                           | 佐藤製薬『ストナリニS』2004年CMソング                                                       |
| 123                                        | NHK『みんなのうた』2004年12月 - 1月使用曲                                                   |
| Don't Look Back                            | 佐藤製薬『ストナリニS』2005年CMソング                                                       |
| With you                                   | 雫石スキー場2005年TVCFイメージソング                                                        |
| 心の輝き 一人ひとりが大切な存在            | 滋賀県 人権啓発メッセージソング                                                             |
| 絆の花                                     | 島サミット（東京文化交流親善コミュニティー）テーマ曲                                        |
| Stitch is Coming                           | テレビ東京系列アニメ『スティッチ!』EDテーマ                                                 |
| ひとりじゃない                             | テレビ東京系列アニメ『スティッチ!』挿入歌                                                   |
| 夢つむぎ                                   | 有限会社『フォーエバーリビングプロダクツ ジャパン』イメージソング                           |
| 龍AGARE!                                   | オリックス・バファローズ〈丹羽将弥〉応援歌                                                  |
| Get Luck                                   | 月刊中古トラック情報誌『GETRUCK』CMソング                                                   |
| Dancing Angel 〜テーブルに舞い降りた天使〜 | 株式会社『関西スーパーマーケット』イメージソング 株式会社『関西スーパーマーケット』CMソング |
| Let's Have A PARTY♪                        | bless4 活動10周年記念ソング                                                                 |
| F.A.B.ulous                                | FLPJ エネルギードリンクテーマ                                                               |
| たった一つの魔法                           | PlayStation Vita用ゲーム『戦場の円舞曲』EDテーマ                                            |
| かきくけかきお                             | 神奈川県川崎市『柿生』イメージソング                                                        |
| I Am a Child of God                        | 映画『Meet the Mormons2』The Entertainers使用曲                                             |
| FLY! OBIC Seagulls                         | Xリーグ『オービックシーガルズ』応援歌                                                       |
| No Pain No Gain                            | パーソナルトレーニングジム『Secret Bay's FIT』イメージソング                                |
| GO! 勝利へ                                 | 飯塚オートレース場 照明・走路リニューアル紹介CMソング                                       |
| Metaverse Let's Go                         | メタバースイベント『Vマ＋2022夏の陣 メタ祭』OPテーマ                                        |
| Fly Away                                   | メタバースイベント『Vマ＋2022夏の陣 メタ祭』EDテーマ                                        |
| シェケナ! マツリズム （bless4 × VTuber）   | まつりオンライン楽曲                                                                        |
| 時期未定                                   |                                                                                             |
| てだしろのかみうた                         | 琉球アニメ映画『てだしろのかみうた』OPテーマ                                                |
| 平和の祈り                                 | 琉球アニメ映画『てだしろのかみうた』EDテーマ                                                |

## テレビ番組
- 最高!ブギウギナイト
- 魅惑のスタンダードポップス
- さんまのSUPERからくりTV「第7回芸能人替え歌王決定戦」（TBS 2011年）水木一郎、竹本孝之と出演。第3位獲得。
- 「アニソンぷらす」LIVE 2012（テレビ東京 2012年1月2日24:30〜25:30）
- 「アニぱら音楽館」＃354（2012年10月2日初回放送）
- 「ハモネプ スター☆リーグ」（2012年6月12日）第1回に水木一郎らと出場し、優勝。以後、第3回、第4回にも出演。